# ارنی کالت
ارنی کللت (انگلیسی: Ernie Collett؛ ۱۷ نوامبر ۱۹۱۴ – آوریل ۱۹۸۰) فوتبالیست اهل بریتانیا بود.
از باشگاه‌هایی که در آن بازی کرده‌است می‌توان به باشگاه فوتبال آرسنال و باشگاه فوتبال برنتفورد اشاره کرد.